# Pago Youth FC
Il Pago Youth FC è una squadra di calcio delle Samoa Americane, con sede a Pago Pago, capitale del Paese.
Ha vinto otto titoli nazionali, precisamente nel 2008, nel 2010, nel 2011, nel 2012, nel 2016, nel 2017, nel 2018 e nel 2019.

## Palmarès

### Competizioni nazionali
- Campionato di calcio delle Samoa Americane: 8

2008, 2010, 2011, 2012, 2016, 2017, 2018, 2019